# Schwaighof (Niedermurach)

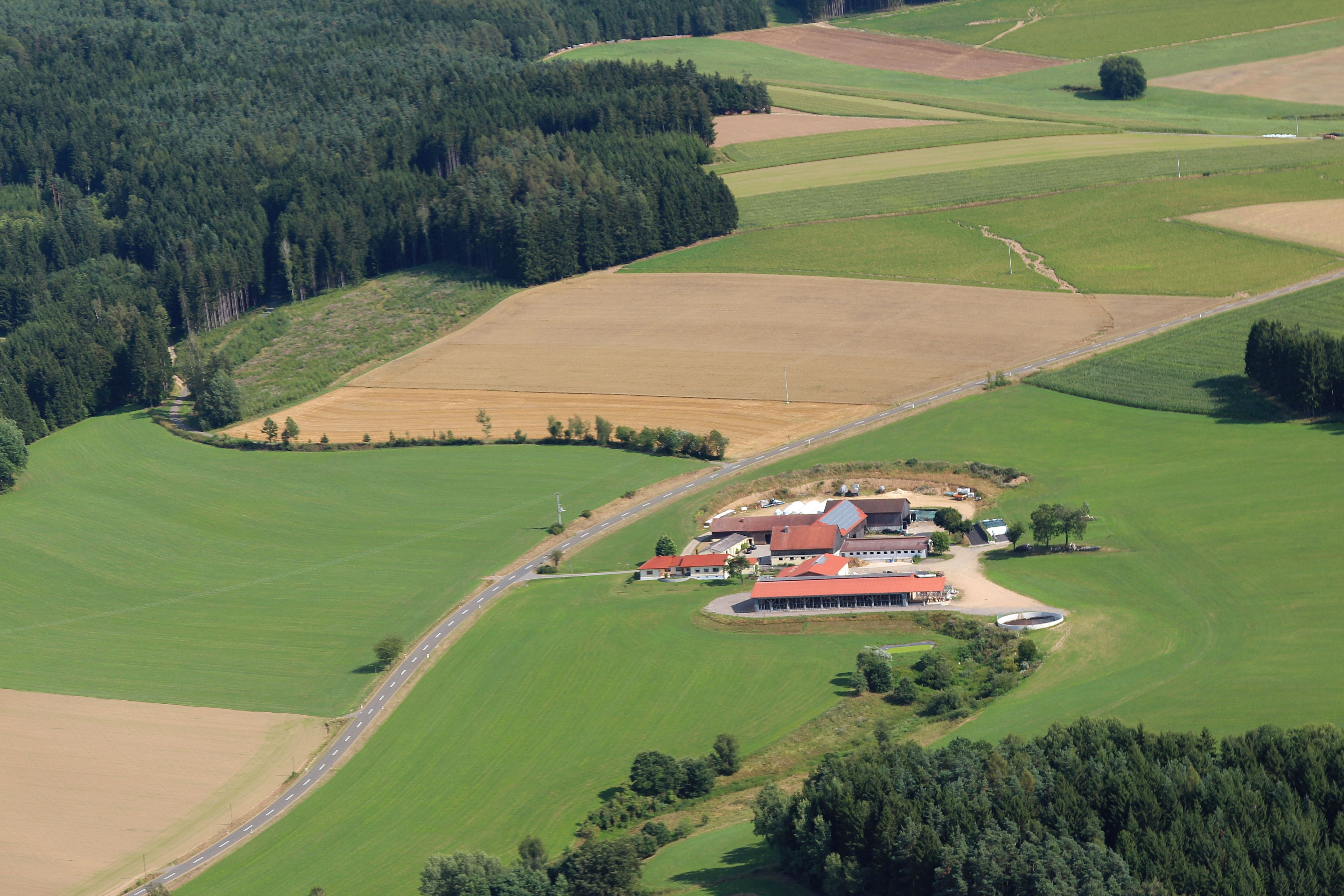
Schwaighof (2013)

Schwaighof ist ein Ortsteil der Gemeinde Niedermurach im Oberpfälzer Landkreis Schwandorf (Bayern).

## Geographische Lage
Schwaighof liegt ungefähr zwei Kilometer südlich von Niedermurach am Westhang des 655 m hohen Kätzlesberges.

## Geschichte
Im Bericht des Kaplans Heinrich Beier von 1580 wird Schwaighof als zur Pfarrei Schloss Murach gehörig erwähnt.
Dann wird Schwaighof in der Grenzbeschreibung des Pflegeamts Murach von 1581 schriftlich erwähnt.
Es gehörte zur Gemeinde Wagnern, die aufgrund der zersplitterten Herrschaftsverhältnisse vier verschiedenen niederen Gerichten unterstellt war.
Schwaighof war ein einzelner Hof, der dem Hans von Satzenhofen zum Fuchsberg gehörte.
Trotz dieser verworrenen Herrschaftsverhältnisse zeigte die Gemeinde Wagnern mit ihren 5 Ortsteilen: Wagnern, Mantlarn, Sallach, Altweichelau und Schwaighof ein ausgeprägtes Zusammengehörigkeitsgefühl und wusste sich gegen verschiedene Willkürmaßnahmen und Ungerechtigkeiten ihrer verschiedenen Obrigkeiten durchaus zu wehren.
Auch in den Musterungsprotokollen von 1587 taucht Schwaighof auf.
1946 als die Regierung in Regensburg die Zerschlagung der Gemeinde Wagnern verfügte, wobei Sallach mit Schwaighof an Niedermurach kam, wehrte sich die Bevölkerung erfolgreich, so dass 1948 die Gemeinde Wagnern im früheren Umfang wiederhergestellt wurde.
Zum Stichtag 23. März 1913 (Osterfest) war Schwaighof Teil der Pfarrei Oberviechtach und hatte zwei Häuser und 19 Einwohner.
1949 wurde Schwaighof aus Oberviechtach nach Niedermurach umgepfarrt.
Am 31. Dezember 1968 hatte die Gemeinde Wagnern mit ihren fünf Ortsteilen Wagnern, Mantlarn, Sallach, Altweichelau und Schwaighof 172 Einwohner und eine Fläche von 697 ha.
Am 31. Dezember 1990 hatte Schwaighof 6 Einwohner und gehörte zur Pfarrei Niedermurach.